# Cenne-Monestiés
Cenne-Monestiés é uma comuna francesa na região administrativa de Occitânia, no departamento de Aude. Estende-se por uma área de 7,76 km². Em 2010 a comuna tinha 413 habitantes (densidade: 53,2 hab./km²).